# Ujung Sialit
Ujung Sialit is een bestuurslaag in het regentschap Aceh Singkil van de provincie Atjeh, Indonesië. Ujung Sialit telt 1093 inwoners (volkstelling 2010).
Ujung Sialit ligt, samen met de dorpen Haloban (Alaban) en Asantola op het grootste eiland Tuangku (206 km²) van de  Banyakeilanden.